# Blaze of Glory
 (mai 2017).
Si vous disposez d'ouvrages ou d'articles de référence ou si vous connaissez des sites web de qualité traitant du thème abordé ici, merci de compléter l'article en donnant les références utiles à sa vérifiabilité et en les liant à la section « Notes et références ».
Pour les articles homonymes, voir Blaze of Glory (homonymie).
Albums de Jon Bon Jovi
Destination Anywhere
(1997)
Singles
1. Blaze of Glory
Sortie : 25 juin 1990
2. Miracle
Sortie : 1990
3. Never Say Die
Sortie : Janvier 1991
4. Dyin' Ain't Much of Livin' (avec Elton John)
Sortie : 1991
5. Santa Fe (Promo)
Sortie : 1991

Blaze of Glory est le premier album studio solo du musicien de hard rock et acteur américain Jon Bon Jovi, sorti le 7 août 1990. Il comprend des chansons inspirées par le film Young Guns 2. Emilio Estevez avait demandé Wanted Dead or Alive de Bon Jovi comme chanson thème pour la suite des aventures de Billy the Kid, mais Jon Bon Jovi a fini par composer une toute nouvelle chanson pour la bande-son du film. L'album présente des invités tels que Elton John, Little Richard et  Jeff Beck. Blaze of Glory a reçu un Golden Globe. Il a également reçu des nominations aux Oscars et aux Grammy Awards.

## Autour de l'album
L'album se concentre principalement sur le thème de la rédemption et sur le fait de savoir si les erreurs passées d'un individu le rattraperont. Un autre thème sur l'album est de savoir s'élever et de se faire entendre dans le monde. L'album a plus ou moins fait la transition dans l'écriture de Jon, ce qui l'amène à approfondir ses compositions musicales au sein de son groupe en 1992 avec Keep the Faith.
C'est sous l'impulsion de l'acteur Emilio Estevez que Jon Bon Jovi écrit cet album, après la tournée New Jersey Syndicate Tour du groupe Bon Jovi. Celui-ci souhaite utiliser Wanted Dead or Alive pour illustrer son nouveau film, Young Guns 2 (1990), relatant la vie de Billy the Kid. Mais le chanteur trouve que le texte de cette chanson ne convient pas et écrit donc un morceau spécifique pour la bande-son du film, Blaze of Glory. 
Cette chanson et écrite rapidement et est jouée à la guitare acoustique dans le désert du Nouveau-Mexique pour Estevez et John Fusco. C'était la première fois que Blaze of Glory est entendu. Fusco appelle ses coproducteurs pour l'écouter, et ils choisissent cette dernière comme chanson thème pour Young Guns II. Dans une interview pour le magazine UNCUT, Kiefer Sutherland a déclaré: « Quand Jon (Bon Jovi) a rejoint l'équipe pour Young Guns 2, nous mangions tous des hamburgers dans un restaurant et Jon griffonnait sur sa serviette pendant, disons, six minutes. il avait écrit 'Blaze of Glory', qui bien sûr a ensuite atteint le sommet aux Etats-Unis, et donné plus tard à Emilio Estevez la serviette ... Nous mangions des hamburgers pendant qu'il écrivait une chanson n ° 1 ... Nous nous sommes sentis stupides. »  
Par la suite, la production lui en demande d'autres et Jon en écrit treize au total en étant très inspiré .
L'album sort à une période où la presse annonce la fin de Bon Jovi, à la suite du départ du guitariste Richie Sambora mais il s'agit uniquement de rumeurs.
L'album culmine en position n ° 3 du Billboard 200 et en n ° 2 du UK Albums Chart.
Le single Blaze of Glory est numéro 1 aux États-Unis mais, de l'aveu même du chanteur, il n'y a personne avec qui partager cette joie, comme cela peut se faire au sein de Bon Jovi. L'album se vend à deux millions d'exemplaires aux États-Unis, pour un total de cinq millions dans le monde. 
Quatre singles sont exploités : Blaze of Glory et Miracle bénéficient d'une sortie mondiale, tandis que Dyin' Ain't much of a Livin' ne sort qu'en France et que Never Say Die ne paraît qu'en Allemagne et en Australie.
Bon Jovi joue souvent Blaze of Glory lors de ses concerts. Sur le single Dry County, on trouve même une version acoustique de Blood Money jouée live durant la tournée Keep The Faith. Sur la tournée 2010 pour l'album The Circle, Bon Jovi interprète Santa Fe.
Bien que Blaze of Glory soit un titre solo de Jon Bon Jovi, celui-ci apparait dans le best of de Bon Jovi Crossroad, paru en 1994.
L'album comporte un onzième titre, Guano City, œuvre d'Alan Silvestri, un compositeur de musique orchestrale pour film.
Des clips vidéo sont réalisés pour les singles Blaze of Glory, Miracle, et Dyin 'Is not a Livin'  mettant en vedette Elton John.
Les paroles de Bon Jovi tirées de la chanson Santa Fe sont citées dans le livre À propos d'un gamin de 1998, bien que l'auteur, Nick Hornby, se soit référé de façon irréfléchie à No Man Is an Island de John Donne. La chanson est également citée dans le film High Fidelity.

## Film
Young Guns 2 est un western sorti en 1990, et est la suite de Young Guns (1988). Le casting du long-métrage comprend Emilio Estevez, Kiefer Sutherland, Lou Diamond Phillips, Christian Slater et William Petersen dans le rôle de Pat Garrett. Il a été écrit et produit par John Fusco et réalisé par Geoff Murphy.
Jon Bon Jovi fait également une apparition dans le film comme l'un des prisonniers dans la fosse avec Doc et Chavez.

## Liste des titres
Toutes les chansons sont écrites et composées par Jon Bon Jovi, sauf annotation.
| 1.    | Billy Get Your Guns                           |                               | 4:52 |
| 2.    | Miracle                                       |                               | 5:11 |
| 3.    | Blaze of Glory                                | Jon Bon Jovi, Danny Kortchmar | 5:48 |
| 4.    | Blood Money                                   |                               | 2:37 |
| 5.    | Santa Fe                                      |                               | 5:44 |
| 6.    | Justice in the Barrel                         |                               | 6:52 |
| 7.    | Never Say Die                                 |                               | 4:56 |
| 8.    | You Really Got Me Now                         |                               | 2:27 |
| 9.    | Bang a Drum                                   |                               | 4:39 |
| 10.   | Dyin' Ain't Much of a Livin (avec Elton John) |                               | 4:49 |
| 11.   | Guano City                                    | Alan Silvestri                | 1:15 |
| 49:09 |                                               |                               |      |

## Chartes and certifications
| Charte (1990)   | Position | Certification |
| --------------- | -------- | ------------- |
| UK Albums Chart | 2        | Or            |
| Billboard 200   | 3        | 2× Platine    |

## Crédits
| - Jon Bon Jovi : chant, chœurs, guitares, piano, harmonica - Kenny Aronoff : batterie, percussions - Jeff Beck : guitare électrique - Robbin Crosby : guitare - Bob Glaub : basse - Randy Jackson : basse - Elton John : piano, chœurs - Danny Kortchmar : guitare - Aldo Nova : guitares, claviers, piano, tambourin - Phil Parlapiano : accordéon - Lou Diamond Phillips : chant - Little Richard : piano, chant - Benmont Tench : orgue, piano - Waddy Wachtel : guitare, Slide Guitar - Julia Waters : chant, chœurs - Maxine Waters, Myrna Matthews, Camilla Lento : chœurs | - Production : Jon Bon Jovi, Danny Kortchmar - Ingénierie : Brian Scheuble, Rob Jacobs - Ingénierie (assistants) : Chad Munsey, Greg Goldman, Rick Plank - Arrangements : Alan Silvestri - Mastering : Dave Collins - Enregistrement, mixage : Brian "Mutt" Scheuble*, Rob Jacobs - Enregistrement (additionnel) : Obie O'Brien - Coordinateur de production : Jon "J.D." Dworkow - Design : Margery Greenspan - Photographie : Timothy White, Mark Weiss |